# Chartridge
Chartridge – wieś w Anglii, w hrabstwie Buckinghamshire, w dystrykcie (unitary authority) Buckinghamshire. Leży 44 km na północny zachód od centrum Londynu. W 2001 miejscowość liczyła 1599 mieszkańców.